# Anne Michaels
Pour les articles homonymes, voir Michaels.
Anne Michaels est une romancière et poète canadienne,  née le 15 avril 1958 à Toronto.

## Biographie
Anne Michaels est née le 15 avril 1958, à Toronto. Fille d'un juif polonais, elle étudie à l'Université de Toronto où elle obtient un B.A. (Bachelor of Arts - En) avec spécialisation en anglais. Plus tard, elle devient membre adjointe de Département d'anglais de la même université.
Avec ses deux premiers recueils de poésie, The Weight of Oranges (1986) et Miner's Pond (1991), Anne Michaels attire l'attention en tant qu'écrivaine. Récipiendaire du Commonwealth Poetry Prize et du Canadian Authors' Association Award, et finaliste du Prix du Gouverneur général et du Prix Trillium, elle s'assure une place parmi les meilleurs poètes, dès le début de sa carrière.
Grâce à son premier roman intitulé Fugitive Pieces (1996), elle a l'occasion de travailler plus en longueur et ainsi, de développer plus en profondeur des questions complexes liées à l'histoire, à l'identité, au deuil, etc. C'est notamment avec Fugitive Pieces qu'elle posera les bases thématiques de ses futures œuvres.
Alors qu'elle travaillait sur son deuxième roman, The Winter Vault (2009), elle a publié son troisième recueil de poésie Skin Divers (1999). Ce recueil se voulait être une suite spirituelle de ses deux premiers recueils. En 2000, elle publiera les trois rassemblés dans un seul recueil intitulé Poems (2000). 
C'est dans cette période qu'elle commence à écrire pour la scène. Une collaboration avec John Berger conduit à la création de Vanishing Points (2005), une méditation profonde sur les chemins de fer, l'amour et la perte. Ce texte sera publié plus tard sous le titre de Railtracks (2011).
Son troisième roman, Held (2023), s'ouvre sur un champ de bataille en France en 1917, où un soldat blessé est envahi par les souvenirs, le fil narratif sautant d'une époque à une autre, autant passée que future, et d'un personnage à un autre. Le livre est en nomination pour le Prix Booker 2024.

## Œuvres

### Romans
- Fugitive Pieces, Toronto, McClelland & Stewart, 1996, 294 p.  (ISBN 0771058837)
  - traduit en français sous le titre La Mémoire en fuite, Paris, Flammarion, 1998. 393 p.  (ISBN 2080673890)
- The Winter Vault, Toronto, McClelland & Stewart, 2009, 341 p.  (ISBN 9780771058905)
  - traduit en français sous le titre Le Tombeau d'hiver, Québec, Éditions Alto, 2010, 427 p.  (ISBN 9782923550299)
- Held, Toronto, McClelland & Stewart, 2023, 240 p.  (ISBN 9780771005459)
  - traduit en français sous le titre Étreintes, Québec, Éditions Alto, 2024, 212 p.  (ISBN 9782896946518)

### Poésie
- The Weight of Oranges, Toronto, Coach House, 1986, 52 p.  (ISBN 0889103186)
- Miners Pond, Toronto, McClelland & Stewart, 1991, 80 p.  (ISBN 0771058551)
- Skin Divers, Londres, Bloomsbury, 1999, 67 p.  (ISBN 0747544530)
- Poems, New York, Alfred a Knopf, 2000, 195 p.  (ISBN 0375401407)
- Railtracks, Berkeley, Counterpoint, 2011, 96 p.  (ISBN 1619020726)
- Correspondences, New York, Alfred a Knopf, 2013  (ISBN 9780307962492)
- All We Saw, New York, Alfred a Knopf, 2017, 84 p.  (ISBN 9780451493095)

## Adaptation
Son premier roman, La mémoire en fuite, a été adapté au cinéma par Jeremy Podeswa sous son titre original, Fugitive Pieces. Ce film a fait l'ouverture du Festival international du film de Toronto en 2007.

## Prix et honneurs
- 1986 : Commonwealth Poetry Prize for Americas, pour The Weight of Oranges[4]
- 1991 : Finaliste du Prix du Gouverneur général, pour Miner's Pond[5]
- 1991 : Finaliste du Prix Trillium, pour Miner's Pond
- 1992 : Canadian Authors' Association Award, pour Miner's Pond[6]
- 1996 : Orange Prize for Fiction, pour Fugitive Pieces[7]
- 1996 : Guardian Fiction Prize, pour Fugitive Pieces[7]
- 1996 : Lannan Literary Award for Fiction, pour Fugitive Pieces[8]
- 1996 : 15th Anniversary Orange Prize Youth Panel Award, pour Fugitive Pieces[9]
- 1996 : Trillium Book Award, pour Fugitive Pieces[10]
- 1996 : Books in Canada First Novel Award, pour Fugitive Pieces[4]
- 1996 : City of Toronto Book Award, pour Fugitive Pieces
- 1996 : Heritage Toronto Award of Merit, pour Fugitive Pieces
- 1996 : Martin and Beatrice Fischer Award, pour Fugitive Pieces
- 1996 : Harold Ribalow Award, pour Fugitive Pieces
- 1996 : Giuseppe Acerbi Literary Award, pour Fugitive Pieces
- 1996 : Jewish Quaterly-Wingate Prize, pour Fugitive Pieces
- 1996 : Scotiabank Giller Prize, pour Fugitive Pieces [11]
- 1996 : Nommée pour le International Dublin Literary Award, pour Fugitive Pieces
- 1996 : Nommée pour le Canadian Booksellers Association Author of the Year Award, pour Fugitive Pieces[12]
- 2009 : Nommée pour le Scotiabank Giller Prize, pour The Winter Vault[11]
- 2009 : Finaliste du Trillium Book Award, pour The Winter Vault
- 2009 : Finaliste du Commonwealth Writers' Prize, pour The Winter Vault
- 2009 : Nommée pour le International IMPAC Dublin Literary Award, pour The Winter Vault
- 2013 : Helen and Stan Vine Book Award, pour Correspondences
- 2013 : Nommée pour le Griffin Poetry Prize, pour Correspondences [13]

Son premier roman, La mémoire en fuite, a été publié dans plus d’une vingtaine de pays et récompensé, entre autres, par le prix Orange,  le Guardian First Book Award et le prix Trillium en plus d’être finaliste au prix Scotiabank Giller. 